# بی‌ان‌پی

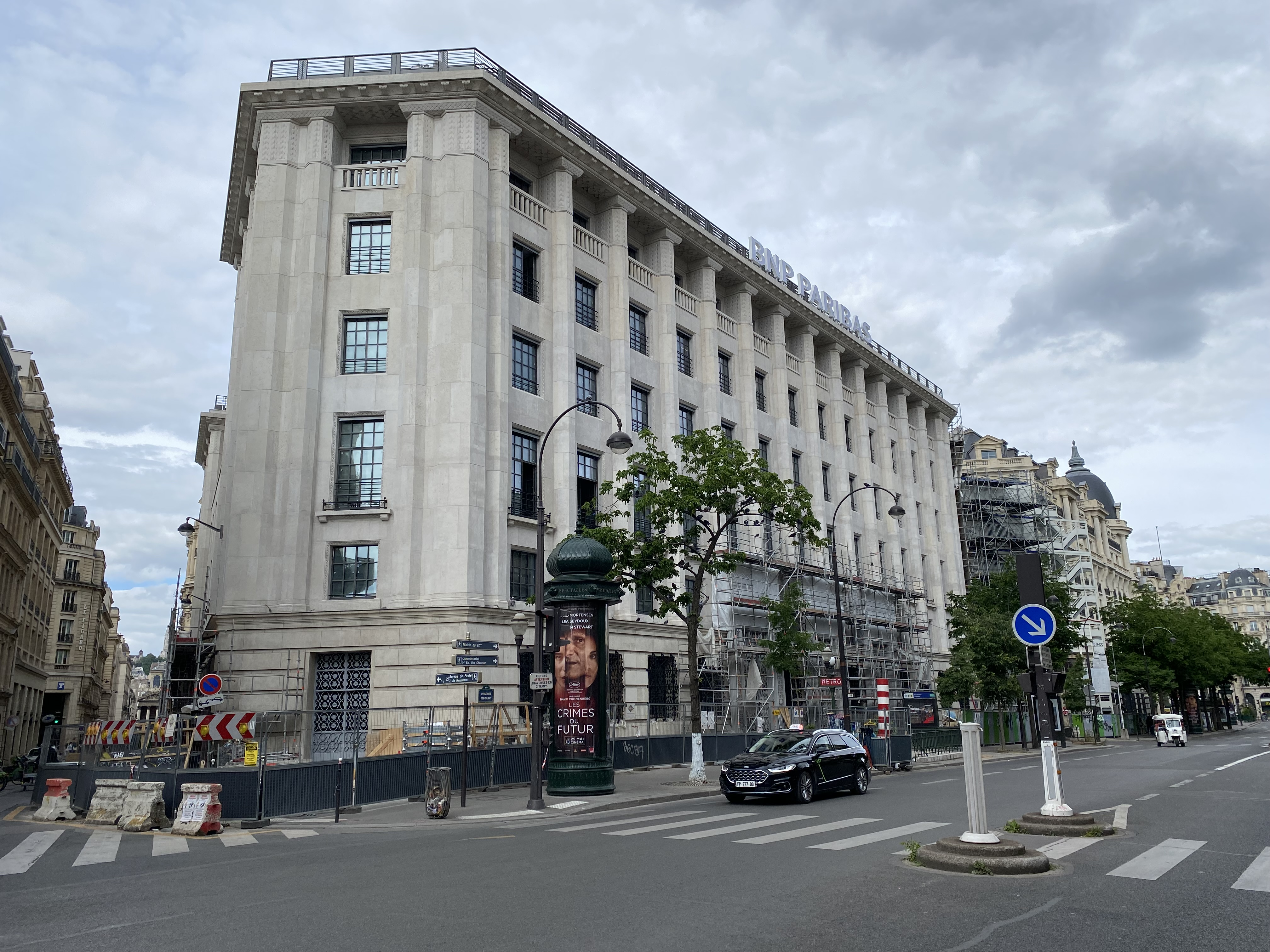
شرکت بی‌ان‌پی

بی‌ان‌پی (فرانسوی: Banque nationale pour le commerce et l'industrie‎) شرکت خدمات مالی و بانکداری فرانسوی بود، که در سال ۱۹۳۲ تأسیس شد.